# Jeholodentidae
Jeholodentidae — можлива родина евтриконодонтів, яка існувала в Китаї приблизно 125 мільйонів років тому за часів динозаврів. Наразі до родини віднесено два роди: Yanoconodon і Jeholodens.
Однак останні дослідження показали, що він парафілетичний по відношенню до Triconodontidae, причому Yanoconodon ближче до них, ніж до Jeholodens.